# Ivan Savitski
Ivan Savitski (Russisch: Иван Савицкий; Grozny, 6 maart 1992) is een Russisch voormalig weg- en baanwielrenner.
In februari 2018 werd bekend dat Savitski lijdt aan nierkanker, waardoor zijn contract in november 2017 was ontbonden. In januari 2018 ging hij met Gazprom-RusVelo op trainingskamp met het oog op de Olympische Spelen van 2020, maar werd daar na twee dagen weggestuurd vanwege een fysieke achterstand.

## Baanwielrennen

### Palmares
| Jaar     | RK                               | EK                                  | WK                                  | Overig                                  |
| Junioren | Junioren                         | Junioren                            | Junioren                            | Junioren                                |
| -------- | -------------------------------- | ----------------------------------- | ----------------------------------- | --------------------------------------- |
| 2009     |                                  | Ploegenachtervolging, Achtervolging | Ploegenachtervolging, Achtervolging |                                         |
| Beloften |                                  |                                     |                                     |                                         |
| 2012     |                                  | Ploegenachtervolging                |                                     |                                         |
| 2013     |                                  | Ploegkoers                          |                                     |                                         |
| Elite    |                                  |                                     |                                     |                                         |
| 2013     | Ploegenachtervolging, Ploegkoers |                                     |                                     | WB Aguascalientes: Ploegenachtervolging |

## Wegwielrennen

### Overwinningen
2013
Jongerenklassement Baltic Chain Tour
2014
 Russisch kampioen op de weg, Beloften
2015
2e en 3e etappe Grote Prijs van Sotsji
Puntenklassement Grote Prijs van Sotsji
1e etappe Ronde van Koeban
1e, 2e en 4e etappe Ronde van Servië
Eind- en puntenklassement Ronde van Servië
4e etappe Ronde van het Qinghaimeer
2017
4e etappe Ronde van Slowakije

### Resultaten in voornaamste wedstrijden
| Jaar | Ronde van Italië | Ronde van Frankrijk | Ronde van Spanje |
| ---- | ---------------- | ------------------- | ---------------- |
| 2016 | 104e             |                     |                  |
| 2017 | opgave           |                     |                  |

| Jaar | Milaan-San Remo |  | WK op de weg |
| ---- | --------------- |  | ------------ |
| 2016 |                 |  |              |
| 2017 | 75e             |  | opgave       |

## Ploegen
- 2012 –  RusVelo
- 2013 –  RusVelo
- 2014 –  Russian Helicopters
- 2015 –  RusVelo (vanaf 15-6)
- 2016 –  Gazprom-RusVelo
- 2017 –  Gazprom-RusVelo

Arguelyes · Chatoentsev · Firsanov · Jersjov · Jeskov · Kajkov · Klimov · I. Kovaljov · J. Kovaljov · Kozontsjoek · Krasnov · Markov · Manakov · Mironov · Ovetsjkin · Rovny · Savitski · Serov · Troesov · Valinin · Zoebov
Bojev · Firsanov · Klimov · Jersjov · Kotsjetkov · I. Kovaljov · J. Kovaljov · Krasnov · Majkin · Manakov · Mironov · Ovetsjkin · Pomosjnikov · Rybakov · Savitski · Serov · Solomennikov · Tatarinov · Zakarin
Andrejev · Antonov · Grigoriev · Jevtoesjenko · Koerbatov · Koestadintsjev · Komin · I. Kovaljov · J. Kovaljov · Leonov · Lobanov · Nytsj · Savitski · Sazanov · Tsjoersin · Zoebov
Arslanov · Balykin · Bojev · Firsanov · Foliforov · Ignatenko · Jersjov · Jevtoesjenko · Koerbatov · Koestadintsjev · Komin · Majkin · Nikolajev · Nytsj · Ovetsjkin · Pozdnijakov · Rybakov · Savitski · Serov · Solomennikov · Stasj
Arslanov · Bojev · Firsanov · Foliforov · Jersjov · Jevtoesjenko · Koerbatov · Koestadintsjev · Kolobnev · Majkin · Manakov · Nikolajev · Nytsj · Ovetsjkin · Rybalkin · Savitski · Serov · Sjaloenov · Solomennikov · Stasj · Svesjnikov · Zakarin
Arslanov · Bojev · Broett · Firsanov · Foliforov · Jersjov · Kozontsjoek · Lagoetin · Majkin · Nikolajev · Nytsj · Ovetsjkin · Porsev · Rovny · Rybalkin · Savitski · Sjaloenov · Solomennikov · Svesjnikov · Troesov · Vorobjov · Zakarin · Kobernjak (stagiair) · Koerjanov (stagiair) · Tsjerkasov (stagiair)